# 森省一郎
森 省一郎（もり しょういちろう、1936年 - ）は、鹿児島県出身の洋画家。
日本における現代美術の礎を築いたとされる。

## 略歴
1936年　鹿児島県に生まれる。
1956年　独立美術協会展に初入選、以後1962年まで出品を重ねる。
1958年　個展（丸善画廊）
1961年　個展（銀座・松坂屋）
　　　 　個展（サエグサ画廊）
1962年　独立美術協会展で最高賞を受賞ののち退会、以後無所属として個展発表や国際展への出品を中心に制作活動をする。
1963年　第7回サンパウロ国際ビエンナーレ出品（サンパウロ近代美術館）、ブラジル政府主催
　　　　 アメリカ、メキシコ、ブラジルを経てフランス遊学、1969年までパリで創作活動。
1964年　第1回モナコ国際ビエンナーレ出品（モナコ国立文化会館）、モナコ政府主催
1965年　第4回パリ青年ビエンナーレ出品（パリ国立近代美術館）、フランス政府主催
1966年　第1回日本芸術見本市（ジャパン・アート・フェスティバル）出品（ニューヨーク、メイシーデパート）、日本政府主催
　　　　 第7回現代日本美術展出品（東京都美術館）、毎日新聞社主催　文化庁買い上げとなる。
1967年　第2回日本芸術見本市（ジャパン・アート・フェスティバル）出品（テキサス州ヒューストン）、日本政府主催
　　　　 第9回日本国際美術展招待出品（東京都美術館）、日本政府主催
　　　　 個展（日本橋・白木屋百貨店）
　　　　 個展（第7画廊）
1969年　第7回現代日本美術展（現代美術20年の代表作）招待出品（東京都美術館）、毎日新聞社主催
　　　　個展（第7画廊）
　　　　ブルガリア・イコンの研究に携わる。
1977年　創作活動を始める。（遺伝子の研究）
1983年　彫刻の森美術館に作品収蔵
1984－1995年　フランス・ナント市に滞在
2000年　個展（日本橋・高島屋）

## 受賞
- 丸善石油芸術賞 - 1960年
- 独立美術協会 第29回展 独立賞 - 1961年
- みずゑ賞（美術出版社・資生堂主催）- 1961年
- 独立美術協会 第30回展 独立最高賞・須田賞・三十周年賞 - 1962年
- 第４回パリ青年ビエンナーレ 外国人作家最優秀賞（フランス政府主催） - 1965年
- 第7回 現代日本美術展 優秀賞 （毎日新聞社主催）- 1966年

## 主な作品
- 遺伝子　- 1959年　162.1×130.3cm　（南日本新聞社蔵）
- 遺伝子　- 1961年　90.9×72.7cm　（ブラジル・サンパウロ現代美術館蔵）
- 記録と遺産　- 1961年　259.1×193.9cm　（独立賞）
- 記録と遺産　- 1963年　259.1×193.9cm　（労働省＜分室＞蔵）
- 記録と遺産　- 1962年　259.1×193.9cm　独立最高賞（サンパウロ日本大使館蔵）
- 記録と遺産　‐ 1963年　162.1×130.3cm　（スイス・バーゼル近代美術館蔵）
- 記録と遺産　- 1963年　259.1×193.9cm　（埼玉会館蔵）
- 遺伝子は踊る　- 1966年　100.0×80.3cm　（日本経済新聞社蔵）
- 美意識　‐ 1965年　259.1×193.9cm　（文化庁買上・東京国立近代美術館蔵）
- 遺伝子のアポトーシス　- 1966年　130.3×43.0cm（個人蔵）
- 美意識　- 1966年　227.3×181.8cm　（神奈川県立近代美術館蔵）
- 遺伝子　‐ 1963年　162.1×130.3cm　（日本経済新聞社蔵）
- 遺伝子は踊る　- 1967年　145.5×112.1cm　（京セラ美術館蔵）
- アポトーシス　- 1969年　72.7×60.6cm　（個人蔵）
- 遺伝子は踊る　- 1971年　227.3×181.8cm　（京セラ株式会社蔵）
- アメーバの遺伝子　‐ 1965年　259.1×193.9cm　（京セラ株式会社蔵）
- 男女の遺伝子　- 1975年　90.9×72.7cm　（個人蔵）
- 遺伝子発見　- 1981～1995年　259.1×193.9cm
- ほとけの遺伝子　- 1988年　130.3×97.0cm
- 細胞体の変形移動運動　- 1991年　90.9×72.7cm
- 細胞体は核分裂された　- 1992年　130.3×97.0cm
- ミトコンドリア　- 1993年　145.5×112.1cm
- 突然変異　- 1993年　145.5×112.1cm
- 赤い遺伝子の鳥　- 1999年　53.0×45.5cm　（個人蔵）

## 出版物
- 『遺伝子は踊る 森省一郎画集』廣済堂出版、2005年3月